# Alberto Continentino
Alberto Continentino é um instrumentista e compositor de música popular brasileira.

## Biografia
Nascido no ano de 1978, neto e parente de músicos, começou a tocar contrabaixo aos 15 anos. Trabalhou com célebres artistas da MPB, como Caetano Veloso, Nana Caymmi, Beto Guedes e Cássia Eller. 

### Continentrio
Em 2000 formou o projeto Continentrio, um trio músical de jazz e MPB. 

## Discografia[2]
- Continentrio
- Adriana Calcanhotto - Maré
- Adriana Calcanhotto - Microbio Vivo (CD e DVD)
- Adriana Calcanhotto - O micróbio do samba
- Adriana Partimpim - 2 é show (DVD)
- Adriana Partimpim - Partimpim 2
- Adriana Partimpim - Tles
- Ana Carolina - #AC
- Ana Carolina - N9ve
- Beto Guedes - Dias De Paz
- Carlinhos Brown - Diminuto
- Cássia Eller - Acústico MTV (CD e DVD)
- Celso Fonseca & Ronaldo Bastos – Liebe Paradiso
- Continentrio - Continentrio
- Dadi - Bem Aqui
- Danilo Caymmi - Alvear
- Domenico - Cine Privê
- Ed Motta - A Partilha (Trilha Sonora)
- Ed Motta - Aystelum
- Ed Motta - Dwitza
- Ed Motta - Poptical (CD e DVD)
- Ed Motta - Segundas Intenções Do Manual Pratico
- Edu Lobo - Tantas Mares
- Fernando Brant & Tavinho Moura – Conspiracão dos poetas
- Fernando Temporão - De dentro da gaveta da Alma da gente
- Gal Costa - Recanto
- Ivette Sangalo - Beat Beleza
- Ivor Lancellotti – Em boas e mais companhias
- Jorge Continentino - Portraits
- Kassin - Sonhando Devagar
- Leo Gandelman - Ao Vivo (CD E DVD)
- Leo Gandelman - Loun´jazz
- Leo Gandelman - Ventos do Norte
- Leo Gandelman - Vip Vop
- Marcelo Camelo - Sou
- Marcos Valle - Conecta (DVD)
- Marcos Valle - Jet samba
- Marcos Valle e Stacey Kent
- Maria Rita - Coração a Batucar
- Milton Nascimento - Crooner
- Milton Nascimento - Nascimento
- Milton Nascimento e Gilberto Gil - Milton e Gil
- Nana Caymmi - O Mar E O Tempo
- Paraphernalia - Ritmo Explosivo
- Paula Morelenbaum - Telecoteco
- Paula Morelenbaum e João Donato - Água
- Roberta Sá - Segunda Pele
- Roge - Brenguele
- Scott Feiner - Dois Mundos
- Silvia Machete - Extravaganza
- Silvia Machete - Souvenir
- Tono - Aquario
- Tono – Tono
- Vanessa da Matta - Sim
- Vanessa Da Matta - Vanessa da Mata Canta Tom Jobim
- Vanessa da Matta - Vanessa da Matta
- Virginia Rodrigues – Mares Profundos
- Wilson Lopes – Estórias do dia
- Wilson Lopes – Tempo maior